# Marko Nikodijević
Marko Nikodijević (* 4. Januar 1980 in Subotica) ist ein serbischer Komponist.

## Leben und Werk
Marko Nikodijević studierte ab 1995 an der Universität der Künste Belgrad Komposition, außerdem Mathematik und Physik. Sein Kompositionslehrer war zunächst Srdjan Hofman, von 2002 bis 2003 Zoran Erić. 2003 übersiedelte er nach Deutschland, wo sich ein Aufbaustudium bei Marco Stroppa an der Staatlichen Hochschule für Musik und darstellende Kunst Stuttgart anschloss (bis 2005). 2008 bis 2009 folgten private musiktheoretische Studien bei Bernd Asmus.
Kompositorisch nutzt Nikodijević der Mathematik entlehnte Verfahren (Fraktale), Spektralmusik, verbindet traditionelle Instrumente mit digital generierten Klängen und greift auch Elemente des Techno und Pop auf. In seinem Werkverzeichnis finden sich überwiegend Kompositionen für Kammerensemble, darunter ketamin/schwarz für Trompete, Posaune, Gitarre, Violoncello, Klavier, 2 Schlagzeuger und Live-Elektronik (2012 bei den Donaueschinger Musiktagen uraufgeführt). 2014 kam während der Münchener Biennale seine Kammeroper Vivier – Ein Nachtprotokoll zur Uraufführung, die um Leben und Tod des Komponisten Claude Vivier kreist. 2020 erlebte Marina Abramovićs Opernprojekt 7 Deaths of Maria Callas mit Musik von Marko Nikodijević seine Uraufführung an der Bayerischen Staatsoper.
Für seine Kompositionen erhielt Marko Nikodijević mehrere Auszeichnungen, darunter 2008 den Komponistenpreis der Brandenburger Biennale, 2010 den Ersten Preis der Internationalen Gaudeamus Muziekweek in Amsterdam 2010 für cvetić, kućica… – la lugubre gondola [trauermusik nach franz liszt] und 2013 den Förderpreis der Ernst von Siemens Musikstiftung in München. 2012 bis 2013 war er Stipendiat an der Cité Internationale des Arts in Paris. 2014 wurde er mit dem Deutschen Musikautorenpreis (Nachwuchspreis) ausgezeichnet.